# Musculus palatoglossus
Der Musculus palatoglossus (lat. für „Gaumen-Zungen-Muskel“) ist ein Skelettmuskel des Kopfes. Er entspringt als Abspaltung des Musculus transversus linguae und strahlt in die Gaumen-Aponeurose ein. Dabei bildet er die muskulöse Grundlage des vorderen Gaumenbogens (Arcus palatoglossus). Der Muskel hebt den Zungengrund an, verschließt beim Schluckakt die Mundenge (Isthmus faucium) und senkt den Gaumen. 
Die Innervation erfolgt über den Nervus vagus, eventuell auch über die Radix cranialis des Nervus accessorius, andere Autoren geben dagegen den Plexus pharyngeus des Nervus glossopharyngeus an. 